# Balkan Cup voor landen

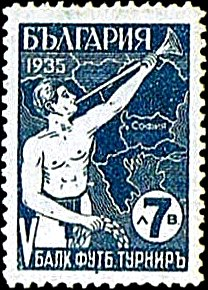
1935 (Bulgarije)

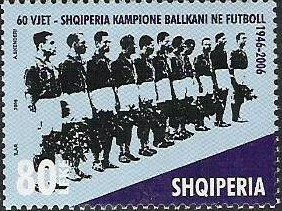
1946 (Albanië)

De Balkan Cup voor landen was een voetbaltoernooi voor landen op de Balkan en is tussen 1929 en 1980 twaalf keer georganiseerd. De competitie opzet is op diverse manieren gespeeld.

## Overzicht
| Jaar            | Winnaar                       | Tweede                        | Derde                         |
| --------------- | ----------------------------- | ----------------------------- | ----------------------------- |
| 1929–31 Details | Roemenië                      | Joegoslavië                   | Griekenland                   |
| 1931 Details    | Bulgarije                     | Turkije                       | Joegoslavië                   |
| 1932 Details    | Bulgarije                     | Joegoslavië                   | Roemenië                      |
| 1933 Details    | Roemenië                      | Joegoslavië                   | Bulgarije                     |
| 1934–35 Details | Joegoslavië                   | Griekenland                   | Roemenië                      |
| 1935 Details    | Joegoslavië                   | Bulgarije                     | Griekenland                   |
| 1936 Details    | Roemenië                      | Bulgarije                     | Griekenland                   |
| 1946 Details    | Albanië                       | Joegoslavië                   | Roemenië                      |
| 1947 Details    | Hongarije                     | Joegoslavië                   | Roemenië                      |
| 1948 Details    | Toernooi werd niet afgemaakt. | Toernooi werd niet afgemaakt. | Toernooi werd niet afgemaakt. |
| 1977–80 Details | Roemenië                      | Joegoslavië                   | [ n 2 ]                       |
| 1973–76 Details | Bulgarije                     | Roemenië                      | Turkije Griekenland           |

## Topscorers
| Toernooi | Land        | Speler(s)                                | Doelpunten   |         | Toernooi                     | Land                                                   | Speler(s)    | Doelpunten |
| -------- | ----------- | ---------------------------------------- | ------------ | ------- | ---------------------------- | ------------------------------------------------------ | ------------ | ---------- |
| 1929–31  | Roemenië    | Iuliu Bodola Rudolf Wetzer               | 7 doelpunten | 1936    | Roemenië                     | Sándor Schwartz                                        | 4 doelpunten |            |
| 1931     | Bulgarije   | Asen Panchev                             | 3 doelpunten | 1946    | Albanië Roemenië Joegoslavië | Loro Boriçi Qamil Teliti Nicolae Reuter Božidar Sandić | 2 doelpunten |            |
| 1932     | Joegoslavië | Aleksandar Živković                      | 5 doelpunten | 1947    | Hongarije                    | Ferenc Deák                                            | 5 doelpunten |            |
| 1933     | Roemenië    | Gheorghe Ciolac Ștefan Dobay             | 4 doelpunten | 1948–49 | Hongarije                    | Ferenc Puskás                                          | 5 doelpunten |            |
| 1934–35  | Joegoslavië | Aleksandar Tirnanić Aleksandar Tomašević | 3 doelpunten | 1973–76 | Turkije                      | Cemil Turan                                            | 4 doelpunten |            |
| 1935     | Bulgarije   | Lyubomir Angelov                         | 5 doelpunten | 1973–76 | Roemenië                     | Anghel Iordănescu                                      | 6 doelpunten |            |

## Winnende landen
| Land        | Winnaar                      |
| ----------- | ---------------------------- |
| Roemenië    | 1929-31, 1933, 1936, 1977–80 |
| Bulgarije   | 1931, 1932, 1973–77          |
| Joegoslavië | 1934, 1935                   |
| Albanië     | 1946                         |
| Hongarije   | 1947                         |